# Hypsioma carioca
Hypsioma carioca är en skalbaggsart som beskrevs av Martins och Maria Helena M. Galileo 2007. Hypsioma carioca ingår i släktet Hypsioma och familjen långhorningar. Inga underarter finns listade i Catalogue of Life.